# Circuito di Montenero

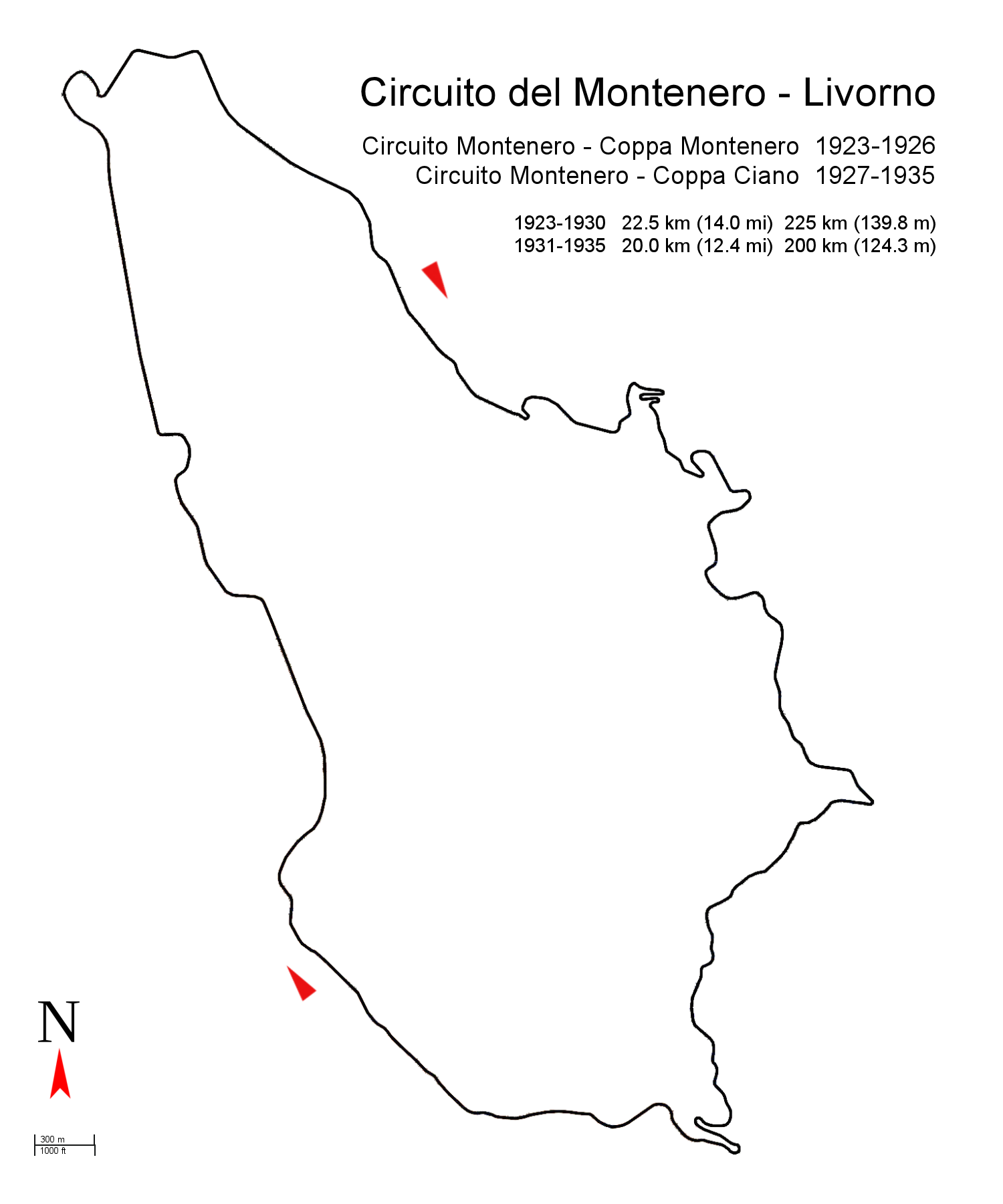
Il percorso del circuito di Montenero fino al 1930 (il rettilineo percorreva il lungomare livornese). Rimarrà quasi identico fino al 1936.

Il circuito del Montenero, a Livorno, è stato scenario di diverse competizioni automobilistiche nell'epoca dei Grand Prix (anni venti e trenta), progenitori della Formula 1. In una occasione, nel 1937, sotto l'influenza del gerarca fascista Costanzo Ciano, la Coppa Montenero è stata valida anche come Gran Premio d'Italia e vi parteciparono i più importanti piloti del periodo. Dal 1927 al 1939 la competizione che si correva fu conosciuta come Coppa Ciano.
Tazio Nuvolari ottenne ben cinque successi, tanto che una curva del circuito fu intitolata alla sua memoria.
Il circuito, ricavato dalla normale viabilità stradale, si sviluppava intorno al colle di Monte Nero con partenza ed arrivo sul lungomare di Livorno; la lunghezza totale, nella sua massima estensione, era di circa 20 km, distanza comune per i circuiti prima della seconda guerra mondiale.
In questa configurazione il tracciato prendeva il via dalla Rotonda d'Ardenza, attraversava un tratto urbano della città per poi portarsi verso il colle di Montenero, salendo fino al Castellaccio (circa 300 metri sul livello del mare); da qui il percorso proseguiva verso la costa del Romito, a strapiombo sul mare, lambendo il castello Sonnino, la torre di Calafuria e il castello del Boccale (tratto reso celebre dall'epilogo del film Il sorpasso) e successivamente, mediante il lungo rettifilo a sud di Antignano e quello dell'omonimo viale sul lungomare in zona balneare, per portarsi nuovamente verso l'arrivo, predisposto alla Rotonda di Ardenza, coprendo una lunghezza totale di circa 20 km.

## Storia

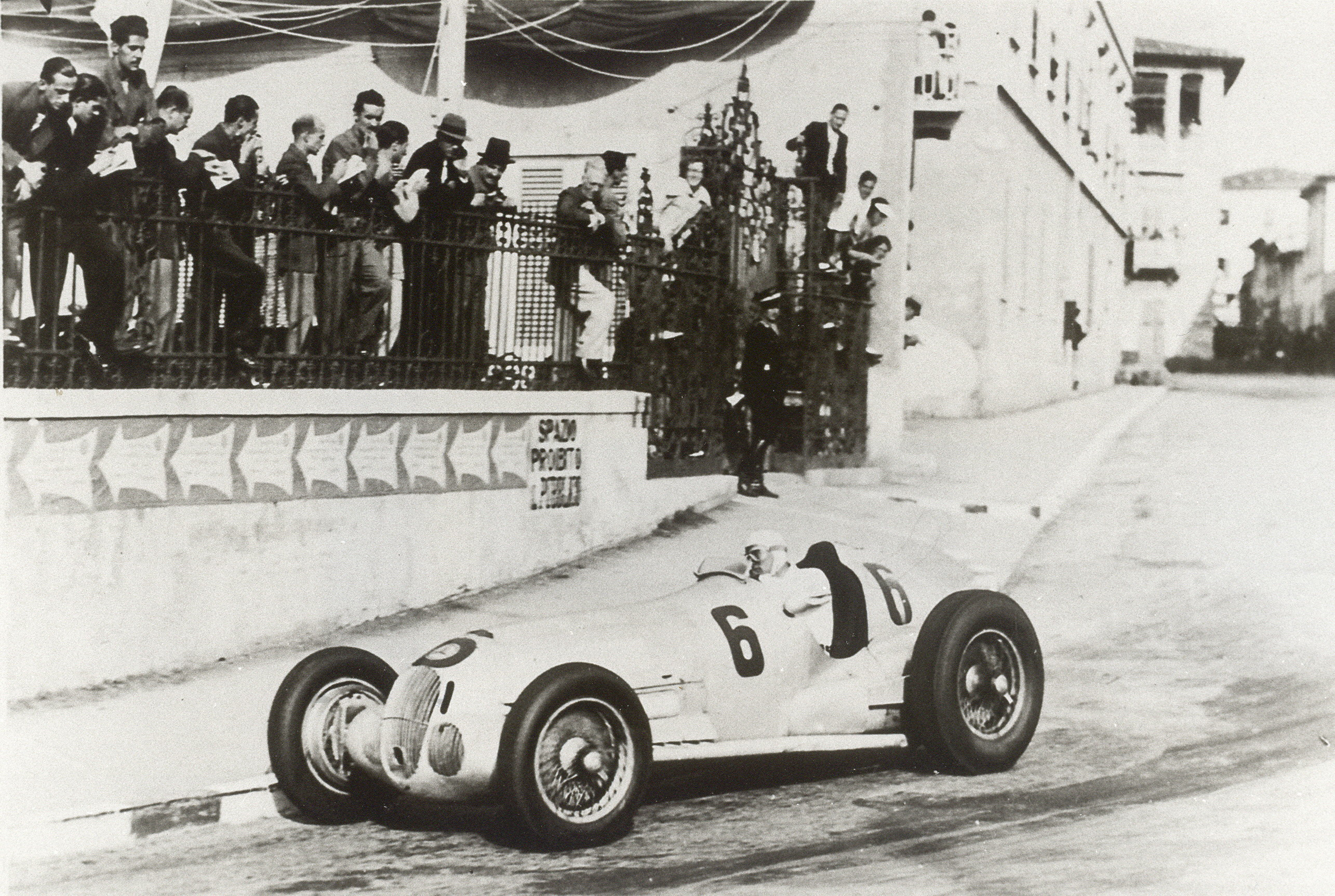
Hermann Lang sul circuito di Montenero durante il Gran Premio d'Italia 1937, quell'anno corso sulla pista livornese

Nella primavera del 1921 il proprietario del quotidiano "Corriere di Livorno", Paolo Fabbrini, ideò con alcuni amici di realizzare un circuito automobilistico che portasse fama e benefici alla città. L'entusiasmo fu tale che vi parteciparono nel comitato organizzativo anche il principe Piero Ginori (1865-39) come presidente e il conte Paolo Guicciardini (1880-55) come vice con l'ingegnere Angiolo Rosselli, incaricato alla realizzazione tecnica del percorso.
Il percorso, inizialmente circoscritto a 5 km, fu progressivamente sviluppato per 22 km per poi ridursi nuovamente a 7 e agli originali 5 del dopoguerra.
La prima edizione fu disputata il 25 settembre 1921, con la partecipazione di undici equipaggi che misero a dura prova le prestazioni tecniche dei loro veicoli, percorrendo gli impegnativi tornanti del Castellaccio e le vertiginose discese verso Quercianella, per rientrare dal Romito.
La gara d'esordio fu vinta dal tecnico e pilota fiorentino Corrado Lotti su Ansaldo 4CS carrozzata Lotti, che segnò la media di 38,845 km/h e il primato sul giro a 43,703 km/h, dopo un estenuante duello con la Fiat 501 di Guido Cecchi.
Nel 1922 la prova fu allungata, col percorso da ripetere otto volte per raggiungere la lunghezza totale di 180 km. I partecipanti furono 15 e vincitore fu ancora un fiorentino, il conte Carlo Masetti su Bugatti che raggiunse una media oraria di 62,5 km in 2,52 ore.
Nel 1923 fu la volta del livornese Mario Razzauti su una Ansaldo a cingere la palma della vittoria; la gara fu sponsorizzata dal R.A.C.I. (Reale Automobile Club d'Italia).
Anno dopo anno la gara raggiunse fama e prestigio nazionali, con la partecipazione di concorrenti del calibro di Gastone Brilli-Peri, Renato Balestrero, Mario Borzacchini, Franco Cortese, Luigi Arcangeli, Giuseppe Campari, Achille Varzi e Tazio Nuvolari.
Dal 1927 si interessò alla gara anche l'allora ministro delle Comunicazioni Costanzo Ciano che offrì il trofeo "Coppa Ciano" per la migliore prestazione sportiva.
Patrocinata dall'Automobile Club di Livorno, dal 1931 la fama della manifestazione superò i confini nazionali e vide la partecipazione dei primi stranieri (tra cui Louis Chiron su Bugatti).
Per motivi di ordine pubblico e di sicurezza, nel 1936 il circuito fu "amputato" della sua porzione più entusiasmante riducendosi da 20 a 7 km, con l'eliminazione di Montenero. Infatti il percorso fu limitato alla Rotonda d'Ardenza, sede della partenza, via Pacinotti, via del Pastore, via del Littorale, Apparizione, Antignano, via del Castello, viale d'Antignano, per rientrare alla Rotonda. La partecipazione degli stranieri aumentò con Rudolf Caracciola e Hermann Lang, rispettivamente vincitori delle edizioni 1937 e 1938 a bordo di Mercedes, e ancora con Bernd Rosemeyer, Hans Stuck, Richard Seaman, Christian Kautz, Manfred von Brauchitsch.
L'ultima edizione di alto profilo tecnico fu quella del 1939, dedicata alla memoria di Costanzo Ciano, deceduto poche settimane prima. La gara vide un duello serratissimo tra le Maserati 4CL di Piero Taruffi e Franco Cortese e le Alfa Romeo 158 di Carlo Pintacuda, Clemente Biondetti e Nino Farina, risolvendosi a favore di quest'ultimo.
Dopo il lungo intervallo bellico la gara fu ripresa sporadicamente nelle due ultime edizioni del 1947 e del 1953.

## Rievocazione storica
Dal 2010 viene organizzata, con cadenza annuale, una rievocazione storica della "Coppa Montenero - Gran Premio d'Italia" a cura di un'associazione patrocinata dalla Regione Toscana e dalla Provincia di Livorno, coordinato dall'Automotoclub Storico Italiano (A.S.I.) e con la partecipazione della Marina Militare Italiana. La rievocazione è articolata su due giornate. Il circuito preparato per la manifestazione ricalca quello ufficiale nella configurazione del 1937; con partenza dalla Rotonda di Ardenza e premiazioni gara davanti al Grand'Hotel Palazzo. Il giorno precedente alla gara le auto partecipanti vengono esposte in mostra statica nella famosa piazza Grande di Livorno per dare a tutti la possibilità di scattate foto ricordo dell'evento.

## Versioni del circuito
|  |  |  |  |  |